# 詹姆斯·沃爾頓
詹姆斯·沃爾頓(James Walton)是南北戰爭期間的邦聯將領，指揮炮兵。但因為在軍中默默無聞，故關於其一生的資料不多。

## 生平

### 戰前
沃爾頓生於新澤西州，日期不詳。於路易西安納州讀書，其後在新奧爾良開了一爿雜貨店。
其後沃爾頓參與了美墨戰爭，指揮華盛頓炮隊。

### 戰時
1861年內戰之始，沃爾頓加入邦聯軍隊，又一次指揮華盛頓炮隊，並由新奧爾良到達維吉尼亞州。在第一次牛奔河之役中沃爾頓取得輝煌住績，後受任命為隆史崔特之第一兵團的後備炮兵部隊的最高指揮。
他亦參與了弗雷德里克斯堡之役，錢斯勒斯維爾之役和蓋茨堡之役等大型戰役。

### 戰後
沃爾頓於1864年7月退下，返回新奧爾良度過餘生。
他的兒子曾就讀於維吉尼亞軍校，1861年5月開始參軍。

### 新奧爾良之華盛頓炮隊之組織
- 第一連
- 第二連
- 第三連
- 第四連

## 外部連結
沃爾頓生平